# Fulke Greville

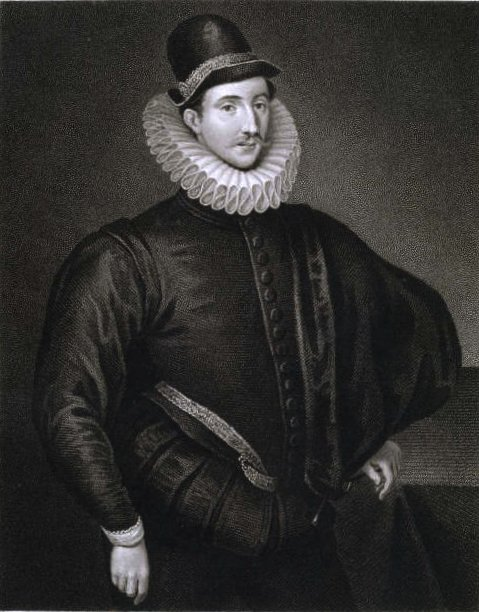
Portret Fulke Greville autorstwa Edmunda Lodge

Fulke Greville, lord Brooke (ur. 3 października 1554, zm. 30 września 1628) – angielski pisarz.
Studiował w Jesus College na Uniwersytecie Cambridge . Był związany z dworem królowej Elżbiety I i króla Jakuba I. Przyjaźnił się z większością wybitnych pisarzy swoich czasów. Sam był autorem cyklu pieśni i sonetów zebranych w tomie Caelica (1633), dwóch tragedii politycznych (Mustapha i Alaham) oraz biografii poety Philipha Sidneya pod tytułem Life of the Renowned Sir Philip Sidney (1652).